# Myotis crypticus
il vespertilio criptico (Myotis crypticus Ruedi, Ibáñez, Salicini, Juste & Puechmaille, 2018) è un pipistrello della famiglia dei Vespertilionidi diffuso nell'Europa centro-meridionale.

## Descrizione

### Dimensioni
Pipistrello di piccole dimensioni, con la lunghezza dell'avambraccio tra 36 e 40 mm e un peso fino a 12 g.

### Aspetto
La pelliccia è lunga e densa, ma non lanosa. Le parti dorsali sono bruno-grigiastre mentre quelle ventrali sono biancastre con la base dei singoli peli più scura, con una distinta linea di demarcazione che si estende dalla base delle orecchie lungo i fianchi. Il muso è appuntito e la zona intorno agli occhi è priva di peli. Le orecchie sono relativamente lunghe, il trago è lungo, sottile e diritto. Le membrane alari si attaccano posteriormente alla base del dito più esterno del piede, il quale è piccolo. La coda è lunga ed inclusa completamente nell'ampio uropatagio, il quale presenta due file di setole sul bordo libero. Il calcar è lungo e leggermente a forma di S. 

## Biologia

### Comportamento
Si rifugia nelle cavità degli alberi ed in ogni tipo di struttura artificiale, compresi edifici abbandonati.

### Alimentazione
Si nutre di insetti.

## Distribuzione e habitat
Questa specie è diffusa nelle aree montane della Spagna centrale e settentrionale, nella Francia meridionale, in tutta Italia e in Sicilia, Svizzera occidentale e probabilmente anche nell'Austria sud-occidentale.
Vive nelle foreste fino a 2.000 metri di altitudine.

## Conservazione
Questa specie, essendo stata scoperta solo recentemente, non è stata sottoposta ancora a nessun criterio di conservazione.